# 許田重發
許田重發（日语：／ Kyoda Jūhatsu；1887年—1968年）沖繩空手道大師。他是東恩納寬量的一位高徒，也是東恩流的創始人。
許田重發是許田重興的第四子，童名小樽小（スターグヮー），成年後人稱小樽兄(スターチ）。他的母親是人稱「東之東恩納」的武術家東恩納寬裕的親戚。
許田重發曾先後跟隨東恩納寬裕和人稱「西之東恩納」的東恩納寬量學習武術。成年後成為一名教師，在泊尋常小學校教書，同時也勤奮練習唐手。後來，許田重發成為沖繩縣立第二中學校（今那霸高等學校）唐手部的第一位師範。1934年，被任命為大日本武德會沖繩支部的唐手教師。
二戰結束以後，許田重發遷居大分縣別府市，直到1968年死去。其弟子有伊良波長幸、村上勝美等。此外，他與中國武術家吳賢貴是朋友。